# Wacław Kinel

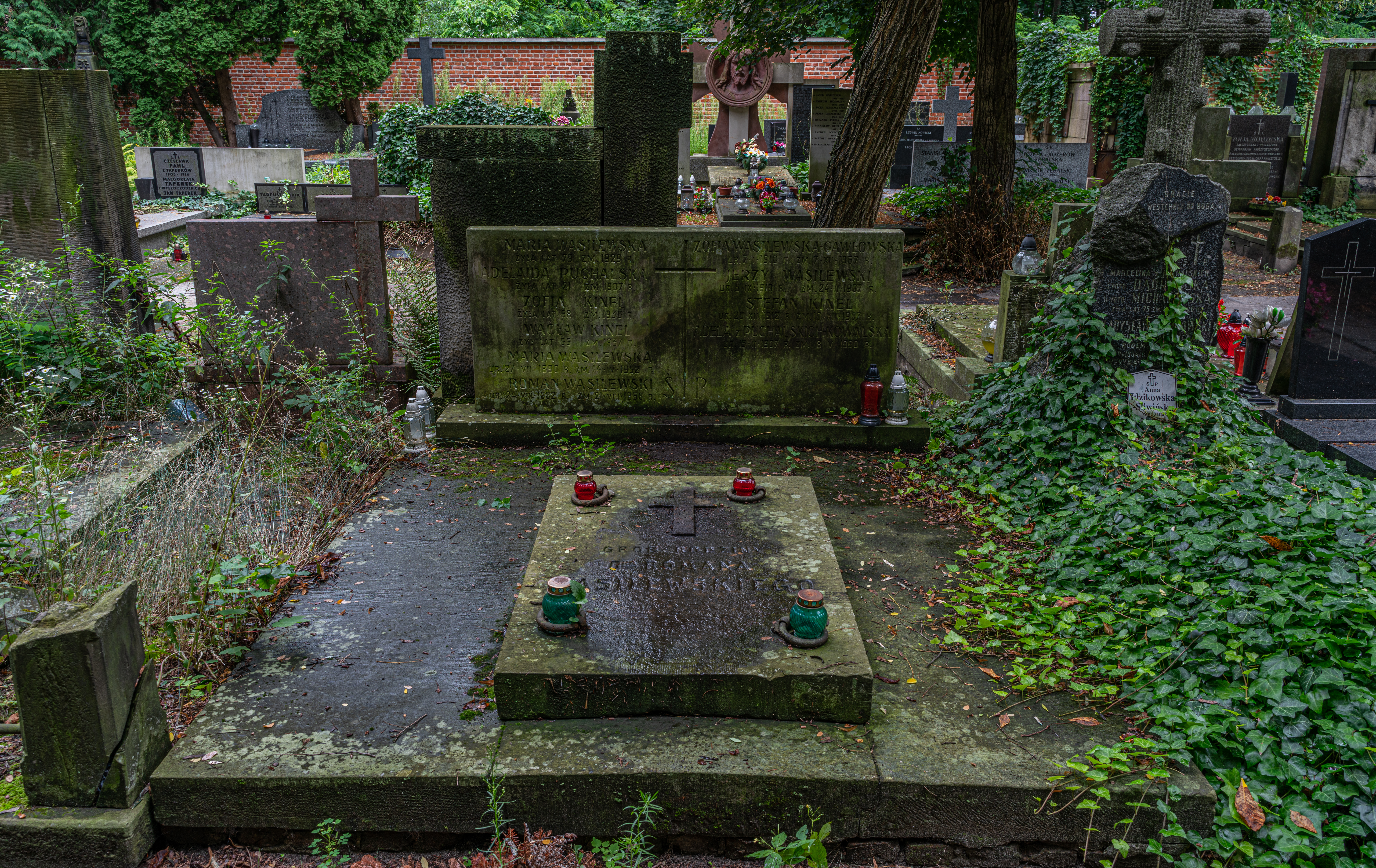
Grób Wacława Kinela na cmentarzu Powązkowskim

Wacław Kinel (ur. ok. 1881, zm. w czerwcu 1938) – polski prawnik, sędzia, urzędnik ministerialny w II RP.

## Życiorys
W 1905 został powołany na stanowisko obrońcy Prokuratorii Generalnej. Po odzyskaniu przez Polskę niepodległości został kierownikiem sekcji ustawodawczej Ministerstwa Sprawiedliwości. Pełnił funkcję radcy ministerialnego, a w listopadzie 1918 został mianowany naczelnikiem wydziału. W 1920 został członkiem komisji redakcyjnej działu nieurzędowego ministerstwa. Pełnił funkcję konsulenta prawnego. Z tego stanowiska 1 lutego 1923 został mianowany naczelnikiem wydziału. 9 czerwca 1923 został zwolniony z tego stanowiska na skutek mianowania na urząd sędziego Najwyższego Trybunału Administracyjnego. Stanowisko sędziego NTA sprawował na przełomie lat 20. i 30. W latach 30. był sędzią Trybunału Kompetencyjnego.
Zmarł w 1938 w wieku 56 lat. Został pochowany 18 czerwca 1938 na cmentarzu Powązkowskim w Warszawie (kwatera 217-2-29,30).

## Ordery i odznaczenia
- Krzyż Komandorski Orderu Odrodzenia Polski (2 maja 1923)[10][11]
- Złoty Krzyż Zasługi (dwukrotnie: 9 listopada 1931[12], 11 listopada 1937[13])